# 阮述

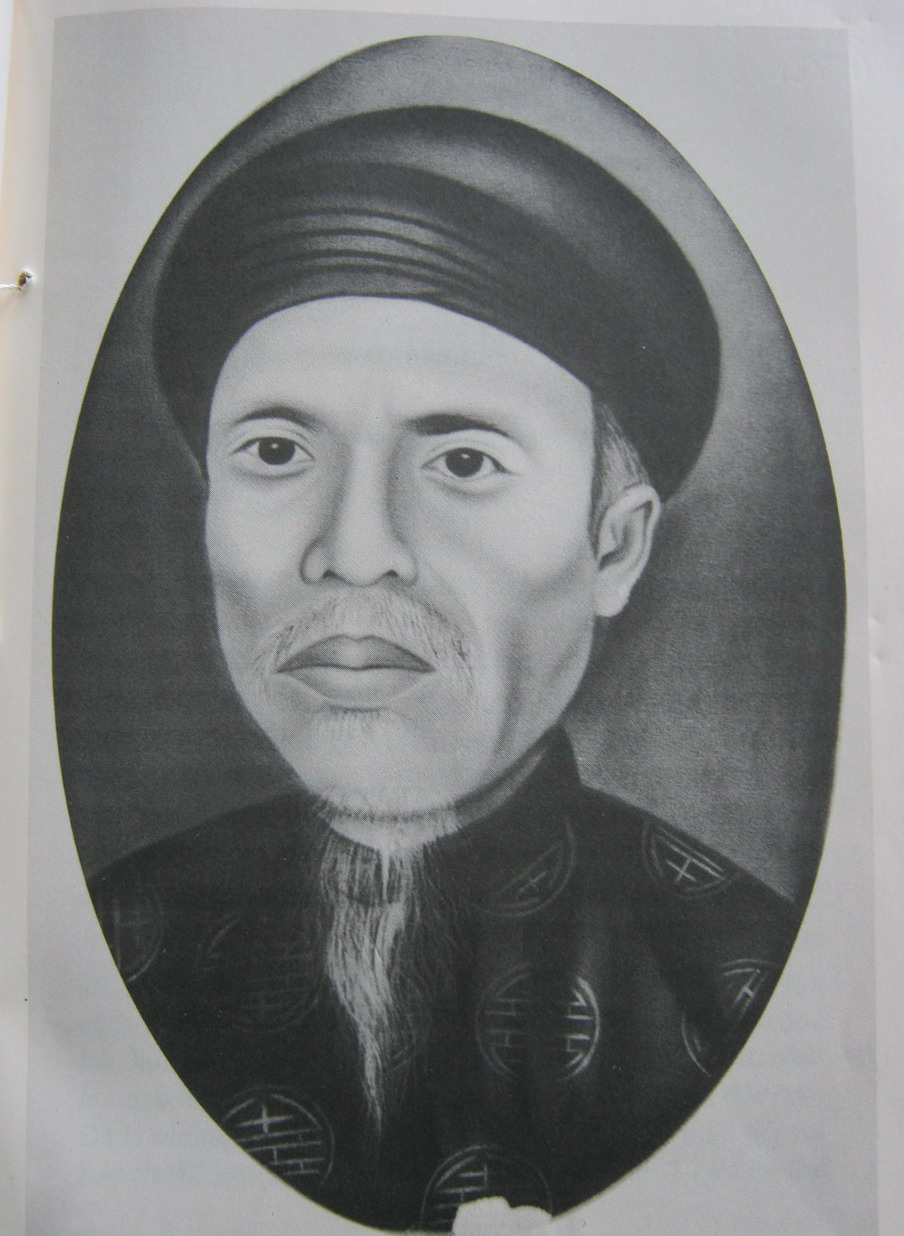
阮述肖像

阮述（越南语：／；1842年6月21日—1911年），字孝生（越南语：／），號荷亭（越南语：／），越南阮朝官員。

## 生平
阮述是廣南省升平府醴陽縣富美中總荷藍社（今屬廣南省升平縣）人，紹治二年五月十三日（1842年6月21日）出生。他的父親是義士阮道。嗣德二十年（1867年），阮述參加鄉試，考中承天場舉人。次年（1868年），阮述會試中格，參加庭試，考中副榜。初授翰林院編修，後升養善堂教導。嗣德三十四年（1881年），升參辦閣務，領戶部侍郎。隨即以如清正使身份出使清朝。嗣德三十六年（1883年），又以如清副使身份隨刑部尚書范慎遹前往天津公幹。建福元年（1884年），阮述回國後升署兵部右參知。咸宜元年（1885年）五月，咸宜帝出奔廣治，號召勤王。法國人另立同慶帝。同慶帝升阮述為戶部尚書。
同慶二年（1887年），阮述出任清化總督。成泰三年（1891年），加太子少保銜。成泰四年（1892年），升授協辦大學士。成泰五年（1893年），領兵部尚書，充機密院大臣，經筵講官。成泰七年（1895年），改領吏部尚書。成泰九年（1897年），改領工部尚書。成泰十年（1898年），兼領刑部尚書。成泰十一年（1899年）四月，晉封安長子（越南语：／）；同年十月，停領工部尚書，專領刑部尚書。成泰十三年（1901年）二月，阮述休致。成泰十四年（1902年）十一月，阮述起復，領吏部尚書。成泰十六年（1904年）二月，阮述致事。
維新五年（1911年）十二月，阮述去世，壽七十歲。次年（1912年）七月，阮廷追贈東閣大學士。

## 子女
阮述有二子，長子阮織是舉人，次子阮經是秀才。

## 作品
阮述著有《往津日記》、《每懷吟草》、《荷亭文集》、《法越交兵記》和《荷亭文抄》等。